# Тылицкий, Пётр
Пётр Тыли́цкий (пол. Piotr Tylicki, 1543 г., Коваль, около Влоцлавка — 13.07.1616 г., Краков) — епископ хелмненский с 17 июля 1595 года по 7 октября 1600 год, епископ варминский с 7 октября 1600 года по ноябрь 1603 год, епископ куявско-поморский с ноября 1603 год по январь 1607 год, епископ краковский с января 1607 года по 13 июля 1616 год, королевский секретарь, королевский подканцлер, референдарий великой короны.

## Биография
Пётр Тылицкий родился в 1543 году в шляхетской семье войта Коваля Анджея Тылицкого. Обучался юриспруденции в Краковской академии. В возрасте 45 лет он стал дьяконом, после чего служил в королевской канцелярии. Во время правления Стефана Батория стал королевским секретарём. Управлял церковными бенефициями — был каноником в Варшаве, Пшемысле, Сандомире, Кракове, Плоцке, Познани и на Вармии. После рукоположения в священника стал настоятелем в Малгоще и Гнезно. В 1591 году Пётр Тылицкий был назначен Сигизмундом III рефендарием великой короны. С 1598 года по 1604 год был королевским подканцлером.
После смерти хелмненского епископа Петра Костки Сигизмунд III 17 июля 1595 года назначил Петра Тылицкого епископом хелмненским. 17 августа 1595 года Святой Престол учредил королевское назначение Петра Тылицкого. В октябре 1595 года состоялось рукоположение Петра Тылицкого в епископа. Будучи епископом, Пётр Тылицкий пригласил в Торунь иезуитов и препятствовал организации протестантских школ и церквей.
5 июня 1600 года Пётр Тылицкий был избран варминским капитулом епископом Вармии и утверждён на этой должности Святым Престолом 7 октября 1600 года. В ноябре 1603 года польский король назначил Петра Тылицкого епископом куявско-поморским. На этой должности он пробыл до января 1607 года, когда он был назначен епископом краковским.
Будучи краковским епископом, Пётр Тылицкий занимался в своей епархии реализацией решений Тридентского собора, благотворительностью и строительством храмов.
Пётр Тылицкий скончался 13 июля 1616 года в Кракове.